# 日本國鐵EF12型電力機車
EF12型电力机车（日语：EF12形電気機関車）是日本铁路的干线货运电力机车车型之一，由日立製作所、汽車製造、三菱電機、日本車輛製造等企业联合设计制造，适用于供电制式为1500伏直流电的电气化铁路。

## 历史
1941年（昭和16年），为了满足战时日本铁路货运量增大的需要，日立製作所、汽車製造、三菱電機、日本車輛製造等企业在EF10型电力机车的基础上，开发研制了EF12型干线货运电力机车。该型机车的主要特点是采用了新开发的MT39型牵引电动机，使机车的小时功率由1350千瓦提高到1600千瓦。
1941年至1944年（昭和19年）间，共生产了17台EF12型电力机车。1941年生产的首八台机车因其卓越的牵引性能和先进的生产工艺，成为当时最优秀的铁道省标准型电力机车。1942年下半年以后，由于战争形势渐趋严峻，为了节省宝贵的金属资源，竣工机车的部分电气设备尽量减少铜消耗量，车体外板的厚度被减少，以木材等代用材料代替金属材料，并以混凝土作为配重以保持机车重量，这段时期生产的机车的质量和可靠性因而明显下降。
EF12型电力机车投入运用初期，首先配属于国府津机关区和沼津机关区，主要担当东海道本线上军事列车的牵引任务，1942年的列车牵引重量为1150吨，至1943年又再提高到1200吨。1944年至1947年，大部分EF12型电力机车均转配属水上机关区，投入上越线水上至石打间的高坡区段运用。随着上越线全线于1947年完成电气化改造，所有EF12型电力机车集中配属到高崎第二机关区。1952年，上越线的电力机车运用完成客货分离后，货物列车的牵引重量进一步提高至1250吨。
1958年，东北本线大宫至宇都宫区段完成电气化改造，全部EF12型电力机车均转配属宇都宫机关区和新鹤见机关区。至1960年代后期，由于两毛线和吾妻线相继完成电气化，宇都宫机关区的EF12型电力机车又再转移至高崎第二机关区。1970年代初，EF12型电力机车主要运用于山手货物线、上越线、两毛线、吾妻线等铁路。尤其吾妻线受到其线路条件限制，EF12型电力机车曾经是该线的主力机车；而在吾妻线轨道结构经过加强后，EF12型电力机车逐步被EF15型电力机车淘汰。1982年，EF12型电力机车全部报废。

## 技术特点
EF12型电力机车是干线货运用的大型直流电力机车，适用于供电制式为1500伏直流电的电气化铁路。机车总体结构与EF10型电力机车基本相同，采用非承载式结构的全金属箱形焊接结构车体。机车两端为露天的通过台区域，车体两端各设有一个司机室，车体中部为电气室。司机室前方中央设有一扇端门，在司机室内机车运行方向的左侧设有司机操纵台。电气室内有贯通的双侧内走廊连接两端司机室，车顶相对两端司机室后部上方的位置各装有一台双臂式受电弓。
EF12型电力机车采用1Co-Co1轴式，走行部为两台带有导轮轮对的转向架，每台转向架包括一对导轮和三对动轮。机车安装HT56A型转向架，除了改变了牵引电动机的悬挂支架外，其他部分结构与大多数EF10型电力机车所采用的HT56型转向架完全相同。车钩和通过台直接安装在转向架构架的端梁上。两台转向架之间设有弹性联接装置，以提高机车的小半径曲线通过性能，并用于传递牵引力。悬挂装置由钢板弹簧、螺旋弹簧和均衡梁组成。牵引电动机采用抱轴式悬挂，输出的扭矩通过一级减速齿轮传递给轮对，牵引齿轮传动比为20：83（1：4.15）。
EF12型电力机车是直—直流电传动的直流电力机车，机车主电路结构与EF10型电力机车大致相同，通过调节起动电阻、牵引电动机的三段式串—并联转换和磁场削弱来达到调速的目的。机车起动和加速时，六台牵引电动机全部以串联连接，并逐步减少起动电阻的阻值；然后将每三台并联连接的牵引电动机为一组，两组牵引电动机以串联连接；最后六台牵引电动机全部并联连接，直至达到最高速度。为扩大机车的调速范围，在三种连接方式均可以对牵引电动机使用一级磁场削弱。机车采用了MT39型直流串励牵引电动机，额定功率为267千瓦，额定电压为675伏特。

## 参看
- EF10型电力机车
- EF11型电力机车
- EF57型电力机车
- 日本电力机车列表